# Všemu navzdory
Všemu navzdory (v anglickém originále The Defiant One), je 12. epizoda první série sci-fi seriálu Hvězdná brána: Atlantida. Premiérově byla vysílána v USA 15. října 2004. Česká premiéra proběhla 3. prosince 2008 na televizi AXN Sci-Fi.

## Obsah epizody
Sheppard, McKay a dva vědci se vydávají na misi jumperem. Na cizí planetě, vzdálené 15 hodin cesty od Atlantidy, najdou opuštěnou wraithtskou loď. Nepodobá se žádnému plavidlu, které by znali, a proto se ji vydají prozkoumat. Zaparkují jumper pár set metrů od plavidla a zamaskují ho.
Loď je napůl zasypána pískem, vypadá opuštěná již velmi dlouhou dobu. Detektor života nenaznačuje, že by zde někdo přežil, a proto se tým vydává na bližší průzkum. Zjistí, že plavidlo pravděpodobně sloužilo jako zásobovací loď, která vezla stovky lidí jako zásoby do války. Pravděpodobně havarovala a lidé zůstali ve stázi.
Brzy se však ukáže, že loď zcela opuštěná není. V okamžiku, kdy se tým rozdělí, se jeden z Wraithů probudí. Sheppard s McKayem objeví wraithské tělo, které jeví znaky sání, a domyslí si, že se jeden ze členů posádky pravděpodobně snažil přežít za každou cenu. Mezitím je druhá dvojice vědců napadena. Jeden zemře ihned, druhý je odvlečen pryč. Sheppard s McKayem se vydají uneseného hledat. Najdou jej zbědovaného v zámotku. Přizná se, že Wraithovi prozradil polohu jumperu a maskovací kód. McKay zůstane u zraněného, Sheppard se vydává k jumperu.
Na Atlantidě zatím doktorka Weirová čeká na Sheppardovo pravidelné hlášení. Ačkoli ještě neuplynula stanovená doba pro ohlášení se týmu, doktorka má tušení, že něco není v pořádku. Vysílá tedy jumperem záchranný tým vedený poručíkem Fordem s tím, že vrátit se mohou vždy, ale raději ať jsou blíž, kdyby se Sheppardův tým dostal do potíží (přece jen 15 hodin letu…).
Zatím na planetě Wraith dorazí k jumperu jako první. Sheppard se jej několikrát pokusí zabít, mnohokrát jej postřelí, Wraith se však nedávno nakrmil, a proto se velmi snadno uzdravuje. Sheppard je postřelen a Wraith mu zlomí pár žeber.
McKay se mezitím pokouší pomoci zraněnému kolegovi. Ten však dobře ví, že mu Wraith vzal příliš mnoho sil, že jeho smrt je nevyhnutelná a že McKaye pouze zdržuje. Zastřelí se a tím vyřeší McKayovo dilema – zda má zůstat, nebo odejít pomoct Sheppardovi. Ani jeho zapojení však nestačí. Blíží se Fordův tým, který nakonec Wraitha z oběžné dráhy zlikviduje.